# Xã Chelsea, Quận Butler, Kansas
Xã Chelsea (tiếng Anh: Chelsea Township) là một xã thuộc quận Butler, tiểu bang Kansas, Hoa Kỳ. Năm 2010, dân số của xã này là 267 người.